# افرای براون
افرای براون (نام علمی: Acer browni) نام یک گونه از سرده افرا است.